# David McCabe (fotograf)
David McCabe (1940 Leicester – 17. března 2021) byl britský módní fotograf.

## Životopis
Narodil se v roce 1940 v anglickém Leicesteru, kde studoval grafický design a fotografii. V umělecké škole vyhrál mezinárodní fotografickou soutěž sponzorovanou časopisem Practical Photography a byl najat do fotoateliéru Mayflower v Londýně. V roce 1960 se přestěhoval do New Yorku, kde nejprve pracoval jako asistent a studoval u Alexeje Brodovitche, Henryho Wolfa a Melvina Sokolskyho. První úkol získal v publikaci Condé Nast Publications v roce 1963. Byl zodpovědný za uvedení černošky Donyale Luny do světa módy a modelingu.
V roce 1964 ho najal Andy Warhol, aby zdokumentoval rok jeho života; Celkem 400 dvoutónových fotografií bylo v roce 2003 publikováno jako Rok v životě Andyho Warhola. Mnoho z nich nikdy předtím nebylo veřejnosti odhaleno.
McCabeovy fotografie byly publikovány v časopisech Life, Harper's Bazaar, Mademoiselle, W, francouzském Elle, francouzském Vogue a The Times.
David McCabe zemřel 17. března 2021.